# Leo Cederholm

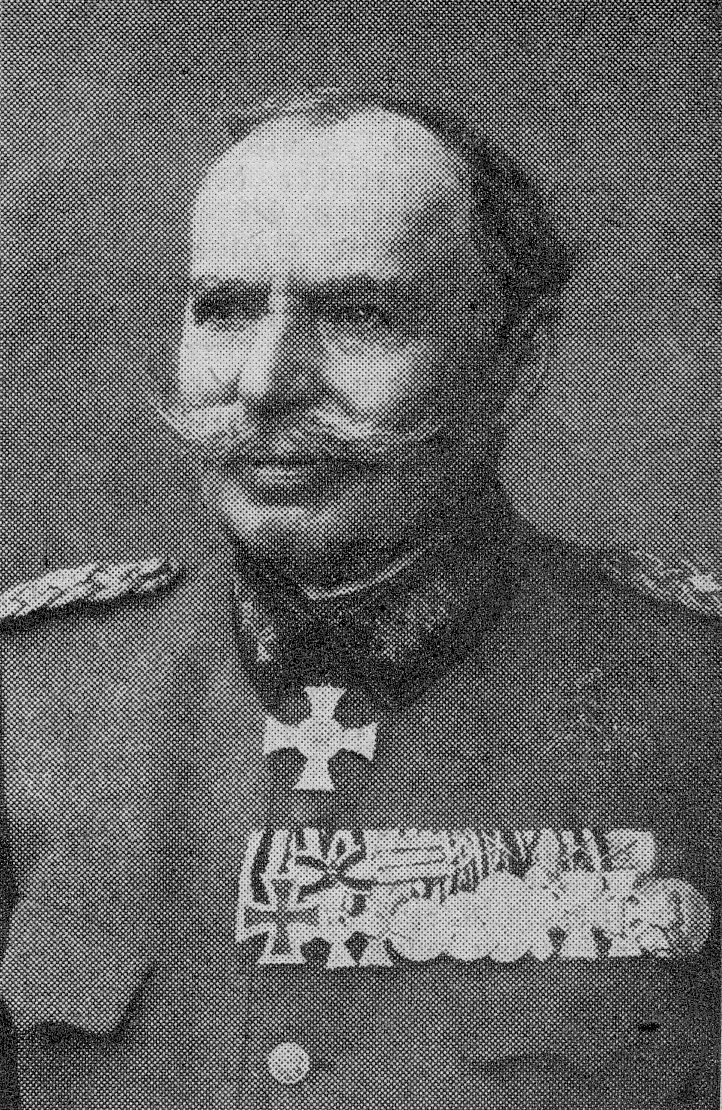
Leo Cederholm, 1932

Oscar Leo Cederholm (* 20. Mai 1852 in Bromberg; † 22. November 1932 in Düsseldorf) war ein preußischer Offizier, zuletzt im Range eines Generalleutnants. Bekanntheit erlangte er durch seine Verwendung als Kommandant des Kriegsgefangenenlagers Friedrichsfeld.

## Leben
Leo Cederholm wurde am 20. Mai 1852 in Bromberg in Posen geboren. Seine Eltern waren der Generalbevollmächtigte und spätere Rentier Albert Bernhard Cederholm und dessen Frau Emilie Luise Henriette Schwarz.
1870 meldete er sich als Freiwilliger im Deutsch-Französischen-Krieg und kam in das Infanterie-Regiment „Graf Schwerin“ (3. Pommersches) Nr. 14. Nach dem Krieg wurde er 1872 zum Leutnant befördert. Nach der Beförderung zum Major und Bataillonskommandeur beim Infanterie-Regiment „Vogel von Falckenstein“ (7. Westfälisches) Nr. 56, wurde er 1904 zum Infanterie-Regiment „Graf Dönhoff“ (7. Ostpreußisches) Nr. 44 versetzt. Nach weiteren Stationen als Regimentskommandeur des Infanterie-Regiment „von der Marwitz“ (8. Pommersches) Nr. 61 in Thorn und als Kommandant des Truppenübungsplatzes Hammerstein in Westpreußen 1907, kam er 1909 als Kommandeur des Landwehrbezirks nach Düsseldorf.
Bei Ausbruch des Ersten Weltkriegs wurde er zur Aufstellung des mobilen Reserve Infanterie Regiments Nr. 219 nach Detmold kommandiert. Am 24. Dezember 1914 beförderte man ihn zum Generalmajor. Anschließend wurde er als Kommandant des Kriegsgefangenenlagers Minden eingesetzt. Im Anschluss war er von 1915 bis 1918 Kommandant des Kriegsgefangenenlagers und des Truppenübungsplatzes Friedrichsfeld und gleichzeitig vom 5. Juli bis 30. August 1915 des Repressalien- und Kriegsgefangenenlagers Neuenkirchen-Land.
Im Dezember 1918 wurde er aus dem Dienst entlassen und zog zurück nach Düsseldorf. Am 21. Februar 1921 wurde er zum Generalleutnant befördert. In Düsseldorf blieb er bis Dezember 1931 Vorsitzender des Düsseldorfer Offiziersvereins.
Nach langer schwerer Krankheit starb er in seiner Wohnung am 22. November 1932 in Düsseldorf.

Leo Cederholm ca. 1907 in Hammerstein

Der Nachlass, der vor allem aus seiner Zeit in Friedrichsfeld und Neuenkirchen stammte, befindet sich heute in Teilen sowohl im Archiv der Stadt Voerde als auch im Archiv des Fördervereins Bürgerhaus Friedrichsfeld e.V.

## Familie

Leo Cederholm im Kreise seiner Familie ca. 1916

Leo Cederholm war in erster Ehe mit Emma Lass verheiratet. Aus dieser ging mindestens ein Kind hervor. Die Ehe wurde geschieden. Am 15. Juni 1901 heiratete Leo Cederholm die 26 Jahre jüngere Witwe Martha Luise Alexa Dreling, geborene Stadör. Aus der Ehe gingen zwei Töchter hervor.

## Auszeichnungen (Auswahl)
- Eisernes Kreuz 2. Klasse (1870)
- Roter Adlerorden 4. Klasse
- Kriegsdenkmünze für die Feldzüge 1870–71
- Preußisches Dienstauszeichnungskreuz
- Zentenarmedaille